# Første græske republik
Den første græske republik den almindelige betegnelse for det politiske system, der indførtes i Grækenland i 1827 og som varede frem til 1833.

## Frihedskrigen
Den græske frihedskrig startede i 1821. Under krigen blev de befriede områder styret af provisoriske regeringer.
I slutningen af 1820'erne besluttede grækerne, at landet skulle være en republik.  

## Præsidenter
Den første græske republik fik to statsoverhoveder (guvernører): 
- 1827 – 1831: Ioannis Kapodistrias, diplomat, premierminister for Korfu (1803 – 1807), russisk udenrigsminister (1816 – 1822).
- 1831 – 1832: Augustinos Kapodistrias, soldat, en yngre bror til Augustinos Kapodistrias.

## Monarki
Fra april 1832 til februar 1833 blev Grækenland styret af skiftende regeringsråd. Derefter blev landet et monarki under kong Otto 1. af Grækenland.
37°33′56″N 22°47′47″Ø / 37.5656°N 22.7964°Ø